# Criminalité en Roumanie

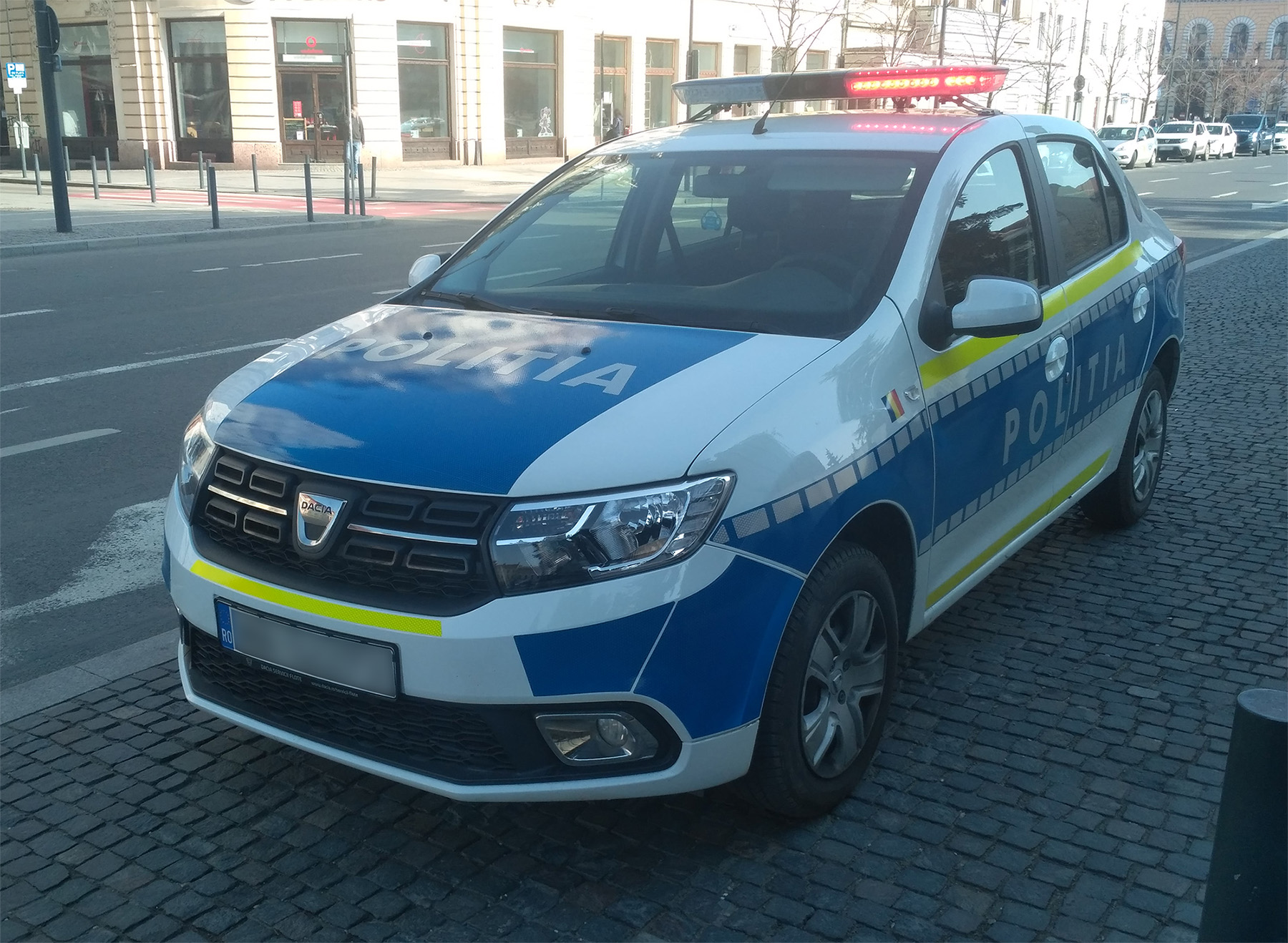
Véhicule de la police nationale roumaine (Dacia Logan II) dans sa nouvelle livrée bleu et jaune, en 2021.

La criminalité en Roumanie a été identifiée lorsque la Roumanie a souhaité intégrer l'Union européenne, et devant les réticences, a conduit ce pays à mettre en œuvre un ensemble de lois visant principalement à défendre les témoins en 2002, et à définir le contenu du crime organisé en 2003. Cette mise en place s'est accompagnée de la signature d'accords multilatéraux visant à lutter contre cette criminalité. L'Union européenne fait régulièrement le point sur les avancées en matière de législation et de jurisprudence sur la corruption, qui est identifiée comme l'un des facteurs favorisant le développement de cette criminalité. Le GRECO, auquel adhère la Roumanie, délivre à l'issue de ces audits un ensemble de recommandations.

## Historique
Le régime communiste de Roumanie avait « nationalisé la pègre » selon les préceptes de Friedrich Engels considérant le lumpenprolétariat comme « la classe socialement la plus proche du prolétariat » : la violence privée avait fortement reculé, car ceux qui l'exerçaient, dépourvus de tout « scrupule bourgeois », saisirent l'opportunité de devenir, à l'issue d'un stage de six mois à l'« Académie Ștefan Gheorghiu » où le Parti communiste roumain assurait leur formation, des fonctionnaires privilégiés dans les « organes de sécurité de l'État », ayant le monopole de la violence et la loi désormais de leur côté. Amnistiés de leur cursus précédent, légitimés comme « camarades méritants » pour s'être « dressés contre le régime capitaliste » antérieur, ils intégrèrent ainsi la nomenklatura, devenant honorables, craints et enviés. Selon leur spécialité, ils pouvaient accéder à d'importantes responsabilités : ainsi les proxénètes devinrent les « officiers traitants » des anciennes prostituées désormais devenues « agents de collecte de renseignements et de devises » dans les lieux fréquentés par les ressortissants occidentaux.
Jusqu'à l'effondrement en 1989 du régime alors dirigé par Nicolae Ceaușescu, l'économie parallèle était le seul moyen de survie dans un système où le niveau des salaires était faible  (on disait alors que « PCR » ne signifiait pas « Parti communiste roumain » mais bien « piston, combines, relations »). Dès 1990, elle devint immédiatement dominante, tandis que l'économie d'État, en voie d'effondrement, était privatisée au profit des membres de la nomenklatura et de leurs hommes de main. Dans ce contexte, la pègre « se re-privatisa » aussi, formant des groupes criminels organisés en lien avec la corruption omniprésente dans la vie politique et économique du pays. Selon une étude de P. Gounev sur les liens entre corruption et criminalité au niveau européen, il existe un lien entre le taux de criminalité en Roumanie et l'absence de contrôle de la corruption, surtout depuis que la Direction nationale anticorruption a été rendue impuissante par une série de lois, décrets et ordonnances d'urgence pris par les parlementaires qui se sont ainsi auto-amnistiés. 
De 2002 à 2011, la Roumanie s'est pourtant dotée d'un arsenal législatif visant à lutter contre cette criminalité :
- 2002 : vote d'une loi sur la protection des témoins ;
- 2003 : adoption de la loi 39/2003 visant à prévenir et combattre le crime organisé ;
- 2004 : adoption de la loi 571/2004 sur la protection du lanceur d'alerte (whistle-blower) signalant des violations des lois dans les institutions publiques commises par des personnes investies d’une autorité publique ou des responsables de ces institutions[10] ;
- 2005 : adoption de la loi d'urgence mettant un terme à l'immunité des membres des anciens gouvernements ;
- 2006 : conférence de Sinaia coorganisée par le gouvernement roumain en mars 2006 : la Roumanie, la lutte contre le terrorisme et le crime organisé, débats à Sinaia[11].

Toutefois, bien qu'entre 2002 et 2005 le taux des revenus des entreprises consacrés aux pots-de-vin soit en baisse, passant de 2,5 % à 0,7 %, des études parues la même année montrent que la corruption est encore largement présente, et font état de démissions de membres du gouvernement pour ces raisons. À l'inverse, aucune inculpation pour ces motifs n'est constatée.
L'adhésion de la Roumanie et de la Bulgarie à l'Union Européenne en 2007 démontre que la situation s'est améliorée[réf. nécessaire]. Mais la France, l'Italie et l'Allemagne refusent toujours l'entrée de ces deux pays dans l'espace Schengen.
En 2011, les textes prévoyant la refonte d'un nouveau code pénal sont mis en œuvre.
En 2012, alors que la Constitution roumaine postule « le caractère présumé licite de la fortune » de tout citoyen quels que soient ses antécédents judiciaires ou fiscaux, l'Union européenne prépare un projet de directive qui faciliterait la saisie des fortunes acquises par corruption ou crime organisé.
Depuis 2017, les manifestations des week-ends contre la corruption s'enchaînent sans que la situation change sensiblement, malgré le soutien aux manifestants du président Klaus Iohannis, dont les pouvoirs sont très limités face au Parlement qui désigne le gouvernement et où les descendants de la nomenklatura arrivent à rester majoritaires en achetant les votes dans les campagnes et les quartiers déshérités des villes.

## Définition selon le gouvernement roumain
Le parlement roumain a adopté en 2003 une loi définissant la notion de crime organisé, et les mesures à mettre en œuvre pour lutter contre celui-ci. Selon la traduction rapportée par la Commission de l'immigration et du statut de réfugié du Canada, un « groupe criminel organisé » est composé d'au moins trois personnes qui [traduction] « sont ensemble depuis un certain temps et agissent de façon réfléchie afin de commettre au moins une infraction grave [...] pour en tirer directement ou indirectement un avantage financier ou matériel ». La loi précise l'ensemble des activités visées.

## Criminalité sur le sol roumain
Le crime organisé sur le sol roumain concerne aussi bien des ressortissants nationaux que des ressortissants étrangers. Il a été fait état de la forte implantation de la mafia napolitaine dans le trafic de déchets, visant à faire de ce pays « la plus grande décharge de l'Europe ».
Le Point divise la criminalité en Roumanie en trois groupes principaux : « Groupes criminels au nord des Carpates, clans mafieux roms dans le sud du pays et bandits moldaves à Bucarest. » Ces trois groupes se partageraient la scène criminelle roumaine, particulièrement active en France, chacun ayant sa spécialité. La pègre rom serait spécialisée dans la traite des êtres humains : mendicité, prostitution, exploitation des mineurs... Les deux autres groupes, possédant une structure pyramidale, se concentreraient sur les atteintes aux biens : cambriolages et vols de toute sorte. Une telle présentation ne serait vérifiable ni par les sources policières, ni par les sources judiciaires, la criminalité en Roumanie étant comme partout liée à la pauvreté, à l'ignorance, à la marginalité, au clanisme, au clientélisme et à la corruption sans être connotée ethniquement, même si pour des raisons historiques, certaines minorités sont plus défavorisées que d'autres, en Roumanie comme ailleurs[source insuffisante]. La pertinence de telles assertions est démentie par le Canada qui indique qu' « aucune référence actuelle à une [traduction] « mafia rom » n'a pu être trouvée parmi les sources consultées par la Direction des recherches »[source insuffisante].

## Activités à l'étranger
La criminalité internationale de la pègre roumaine n'est pas spécifique à celle-ci, qui n'a de monopole sur aucune activité criminelle en particulier. Par ailleurs, le pourcentage de délinquants parmi les Roumains équivaut à celui des autres pays de niveau socio-économique comparable. Cette délinquance à l'étranger est parfois évoquée par les hommes politiques : en 2010, Claude Guéant affirme que les camps de Roms sont « le point de départ d’une délinquance très forte, souvent très violente ». Néanmoins, les statistiques ethniques étant interdites en France, il ne peut appuyer cette affirmation qu'en évoquant une donnée approximative et en pratiquant un amalgame. Il affirme : « En deux ans, la délinquance roumaine en France, pas la délinquance des Roms, la délinquance roumaine, a été multipliée par 2,5.» Libération rectifie cette affirmation en précisant que la source ne concerne que l’agglomération parisienne et qu’« une augmentation de 259 % n’équivaut pas à une multiplication par 2,5, mais par 3,5. ».
Les principaux domaines d'activité des délinquants roumains à l'étranger sont :
- la traite des êtres humains et le proxénétisme. Le département d'État des États-Unis signale qu'il existe un problème sérieux de trafic de personnes en provenance de Roumanie (6 mars 2007, sect.5). Le pays constitue un point d'origine et un point de transit pour les personnes faisant l'objet de trafic de personnes (États-Unis 6 mars 2007, sect.5)[19],[20]. Par exemple, 2 205 personnes connues ont été recensées victimes de ce trafic en 2005[20]. Le plus souvent, les trafiquants attirent leurs victimes en leur promettant du travail en occident puis, une fois hors du pays, ils menacent de s'en prendre aux familles et usent de violence pour forcer les femmes à se prostituer la nuit et les handicapés physiques à mendier de jour ; pour les « loger », ils louent à bas prix des garde-meubles inconfortables et inadaptés, où leurs victimes (parfois mineures[21]) dorment enfermées à tour de rôle (système de la « bannette chaude »)[22] ;
- les vols. Des clans criminels venus de Roumanie ont pu s'adonner à des formes violentes de vol : bris de parcmètres, vols de voitures, vols de tracteurs[16], vols à la tire ou à l'arraché, piratage de cartes bancaires aux distributeurs de billets[16], vol de métaux[23],[24],[25] ainsi qu'à la mendicité forcée d'enfants arrachés à leurs familles[26] ;
- la mendicité. De nombreux pays criminalisent la mendicité même passive : elle est surtout le fait de pauvres vivant également de recyclage d'objets déposés en décharge et se nourrissant de produits alimentaires périmés, dont la présence est censée générer une « délinquance massive »[27].

La manière dont l'information concernant cette criminalité « exportée par la Roumanie » est traitée et la politique d'exclusion et d'expulsions menée à l'égard des Roumains pauvres présents en Occident (Roms ou non) ont d'ailleurs valu à certains pays dont la France, les condamnations du CERD de l'ONU et de l'Union européenne,. Il ne s'agit pas toujours de xénophobie, car un homme d'affaires, un pilote de ligne, un ouvrier spécialisé ou un riche retraité roumain ne sont généralement pas l'objet d'hostilité, mais, selon le sociologue Serge Paugam, de pauvrophobie ou « détestation des pauvres ».
À Paris, une étude du ministère de l’Intérieur a noté une augmentation de 259 % de la délinquance roumaine et bulgare entre 2010 et 2011 ; au niveau national, la hausse est de 69 %. Une note de la Direction centrale de la police judiciaire divulguée le 23 août 2012 précise que ces délinquants agissent principalement « près des grandes villes et des secteurs touristiques ».
En 2016, un reportage sur France 2 éclaire la délinquance d'adolescentes de Roumanie qui, à Paris notamment, détroussent les touristes, quand d’autres visitent les habitations. Les butins sont impressionnants, à la hauteur du réseau d’une quinzaine de personnes démantelé par les services français et roumains: Plus de 22 500 euros, sans compter les bijoux, trouvés chez les deux commanditaires installés dans un hôtel. On parle  de 1 000 vols commis par ces équipes sur quelque six mois. Parfois, des enfants sont les victimes de réseaux mafieux qui les achètent à leurs parents légitimes, les forment aux techniques du vol et touchent les bénéfices, les jeunes étant à l’amende s’ils ne rapportent pas les sommes exigées.